# بي ريل
تطبيق بي ريل (بالإنجليزية: BeReal)‏ (كن واقعي) هو تطبيق هاتف فرنسي لوسائل التواصل الاجتماعي تم إصداره في عام 2020. تم تطويره بواسطة أليكسيس باريات واكتسب شعبية واسعة وتفاعل كبير من جيل الشباب واليافعين المعروف علميا باسم الجيل زد في أوائل عام 2022. يعمل عن طريق مطالبة المستخدمين بمشاركة صورة من كل ما يفعلونه خلال نافذة مدتها دقيقتان يتم اختيارها عشوائيًا كل يوم. لاحظ النقاد تركيزه على الأصالة والواقعية، والتي شعر البعض أنها تجاوزت الخط إلى الدنيوية.

## تاريخ انتشاره
تم تطوير التطبيق بواسطة أليكسيس باريات،  وهو موظف سابق في شركة جو برو،  واكتسب شهرة مع جيل اليافعين (الجيل زد) في أوائل عام 2022. انتشر على نطاق واسع أولاً في حرم الجامعات، جزئياً بسبب برنامج السفير المدفوع. بحلول أبريل، تم تنزيله أكثر من 6.8 مليون مرة، مع وصول غالبية التنزيلات في عام 2022. تلقت بي ريل جولة تمويل بقيمة 30 مليون دولار من أندريسن هورويتز.

## المميزات
مرة واحدة في اليوم، هذه ما يرتبه تطبيق بي ريل لجميع المستخدمين أن حيث أن نافذة التطبيق مدتها دقيقتان لنشر صورة مفتوحة مباشرة، وتطلب من المستخدمين مشاركة صورة من كل ما يفعلونه في تلك اللحظة. تختلف النافذة المحددة من يوم لآخر. إذا نشر أحد المستخدمين صورته اليومية في وقت متأخر عن النافذة التي تبلغ دقيقتين، فسيتم إخطار المستخدمين الآخرين بهذه الحقيقة. لا يجوز للمستخدمين نشر أكثر من صورة واحدة في اليوم. نظرًا لدورتها اليومية للمشاركة، فقد تمت مقارنتها بـلعبة Wordle، التي اكتسبت شعبية في وقت سابق في عام 2022.
تم وصف تطبيق بي ريل على أنه مصمم للتنافس مع Instagram، مع تقليل التركيز في الوقت نفسه على إدمان وسائل التواصل الاجتماعي والإفراط في استخدامها. لا يسمح التطبيق بأي فلاتر أو مرشحات للصور أو غيرها من عمليات التحرير، ولا يحتوي على إعلانات أو أعداد متابعين.

## الامان والخصوصية
قدم التطبيق نفسه بيانًا يشير إلى أنه لن يتم إساءة استخدام بيانات المستخدمين لأي أغراض أخرى، وستظل بياناتهم سرية مع أنفسهم. لكن يعتقد بعض الناس أن كل منصة وسائط اجتماعية، بما في ذلك هذه، تسيء استخدام بيانات ومعلومات مستخدميها، مما يشكل تهديدًا لسلامة وخصوصية الأشخاص.

## الآراء حوله
كتب جيسون كويبلر الكاتب في موقع فايس، أنه على عكس موقع وتطبيق إنستغرام، الذي يقدم رؤية بعيدة المنال عن حياة الناس، فإن تطبيق بي ريل بدلاً من ذلك «يجعل الجميع يبدون مملين للغاية». قال نيكلاس مير، أستاذ وسائل التواصل الاجتماعي في جامعة تشابمان، إن عمق المشاركة قد يحدد ما إذا كان التطبيق يمثل اتجاهًا عابرًا أو يتمتع «بقوة البقاء». أشار كيسلي ويكمان، مراسل بزفيد نيوز، إلى أن عدم رغبة التطبيق في «إضفاء بريق على تفاهة الحياة» جعله يشعر «بالتواضع»، على الرغم من تأكيده على الأصالة.